# Michaił Bodrow
Michaił Fiodorowicz Bodrow (ros. Михаи́л Фёдорович Бодро́в, ur. 1903, zm. 1988) – radziecki dyplomata.
Członek WKP(b), ukończył Moskiewski Instytut Finansowy, od 1946 pracował w Ministerstwie Spraw Zagranicznych ZSRR, 1946-1948 radca Ambasady ZSRR w Czechosłowacji. Od 6 sierpnia 1948 do 28 stycznia 1954 ambasador nadzwyczajny i pełnomocny ZSRR w Bułgarii, od stycznia 1954 do stycznia 1958 zastępca szefa Zarządu MSZ ZSRR, od 21 stycznia 1958 do 15 października 1964 ambasador nadzwyczajny i pełnomocny ZSRR w Izraelu, od 24 września 1966 do 8 lipca 1970 ambasador nadzwyczajny i pełnomocny ZSRR w Kuwejcie.